# Madates
Madates o Madetes (Madetas, Μαδέτας) fou un general persa.
Fou comandant d'una fortalesa de muntanya del país dels uxis (uxii) que va defensar per ordre de Darios III de Pèrsia contra les forces d'Alexandre el Gran quan aquest va entrar des de la Susiana cap a Persis o Perside vers el final del 331 aC.
Fou capturat per Alexandre però per intercessió de Sisigambis, mare de Darios, fou perdonat. Madetes estava casat amb una neboda de Sisigambis.